# Mongo (Ciad)
Mongo (in arabo مونقو, Mūnqū) è una città e comune del Ciad centrale, capoluogo della provincia di Guéra e capoluogo del dipartimento..
Si trova a 510 km ad est della capitale N'Djamena. La città aveva una popolazione di 20 443 abitanti nel 1993.
L'11 aprile 2006 ribelli del Fronte Unito per il cambiamento democratico (FUCD) hanno attaccato la città.
La città è sede del vicariato apostolico di Mongo.